# Kronologija zrakoplovnih nesreća
Slijedi kronologija zrakoplovnih nesreća u koju su uvrstane samo one nesreće s visokim brojem žrtava te jakom medijskom pozornošću. 

## 2005.
- 16. kolovoza - Venezuela: u padu McDonnell Douglas MD-80 kolumbijske kompanije West Caribbean Airways zbog kvara oba motora 161 mrtvih.
- 14. kolovoza - Ciparski Boeing 737 kompanije Helios Airways srušio se kraj Atene u Grčkoj na relaciji Larnaka (Cipar) - Prag (Češka) kao posljedica pada tlaka u pilotskoj kabini. Poginulo 121 putnika i članova posade.
- 16. srpnja - Ekvatorska Gvineja: u padu aviona Antonov An-24 kompanije Equatair nakon uzlijetanja iz glavnog grada Malaba poginulo 60 ljudi.
- 3. veljače - Boeing 737 afganistanske tvrtke Kam Air srušio se zbog lošeg vremena prije slijetanja u Kabul, u Afganistanu ubivši 104 putnika i članova posade.

## 2004.
- 21. studenog - Bombardier Canadair CRJ-200LR kompanije China Yunnan Airlines srušio se nedugo nakon polijetanja iz kineskog grada Baotou za Shanghai. Poginulo 55 ljudi.
- 24. kolovoza - Dva ruska putnička aviona, Tupoljev TU-154 i TU-134 srušila su se skoro pa simultano zbog eksplozija nakon polijetanja s aerodroma u Moskvi, ubivši 89 ljudi.
- 3. siječnja - Boeing 737 egipatske kompanije Flash Airlines nedugo nakon polijetanja iz egipatskog ljetovališta Sharm el-Sheik na ruti za Pariz. Poginulo 148 putnika i članova posade.

## 2003.
- 25. prosinca - U padu aviona Boeing 727 u Beninu na putu za Beirut, Libanon 151 mrtvih.
- 8. srpnja - Boeing 737 kompanije Sudan Airways srušio se nedugo nakon polijetanja iz grada Port Sudan na ruti za Khartoum u Sudanu. 116 je ljudi poginulo dok je samo jedno dijete preživjelo.
- 26. svibnja - Turska: u padu putničkog Jakovljev YAK-42D kompanije Ukranian Mediterranean Airlines pri pokušaju slijetanja na aerodrom Trabzon 75 mrtvih, većinom španjolskih vojnika.
- 8. svibnja - Teretnom avionu Iljušin Il-76 otvorio se otvor za teret u letu nad Kongom. 140 ljudi ispalo je iz aviona.
- 6. ožujka - Boeing 737 kompanije Air Algerie srušio se kraj alžirskog grada Tamanrasset, ubivši 102 putnika i članova posade.
- 19. veljače - Iranski vojni Iljušin Il-76 srušio se u Iranskim planinama ubivši svih 275 ljudi na avionu.
- 9. siječnja - Fokker F-28 kompanije TANS srušio se u planinama Perua ubivši 46 potnika i članova posade.
- 8. siječnja - Turski Avro RJ100 srušio se pri pokušaju slijetanja u aerodrom Diyarbakir zbog lošeg vremena. Poginulo 75 od 80 ljudi u avionu.

## 2002.
- 23. prosinca - Iran: u padu ukrajinskog Antonov AN-140 46 mrtvih.
- 1. srpnja - Sudar ruskog Tupoljev TU-154 kompanije Bashkirian Airlines i teretnog Boeing 757 DHL-a iznad Njemačke uzrokovao 71 mrtvih. Švicarska kontrola leta kriva za koliziju.
- 25. svibnja - Boeing 747 tajvanske kompanije China Airlines srušio se u tajvanskom tjesnacu zbog strukturalne štete ubivši svih 225 putnika i članova posade.
- 7. svibnja - U padu aviona McDonnell Douglas MD-82 kineske kompanije China Northern Airlines u Žuto More 112 mrtvih. Nesreću uzrokovao bolesnik u pokušaju samoubojstva.
- 4. svibnja - Nigerija: BAC One Eleven 525FT kompanije EAS Airlines srušio se na grad Kano ubivši 75 ljudi u zrakoplovu i 73 na tlu.
- 15. travnja - Južna Koreja: kineski Boeing 767 kompanije Air China srušio se kraj grada Daegu zbog loših meteoroloških uvjeta ubivši 128 od 167 osoba u zrakoplovu.
- 12. veljače - Tupoljev TU-154 kompanije Iran Air Tours srušio se zbog loših meteoroloških uvjeta u Iranskom planinskom predjelu. Poginulo svih 118 putnika i članova posade.
- 28. siječnja - Ekvadorski Boeing 727 tvrtke TAME srušio se u Kolumbiji ubivši 92 ljudi.

## 2001.
- 12. studenog - Airbus A300 američke kompanije American Airlines srušio se na njujorško predgrađe Queens zbog strukturalnog raspada. Poginulo 260 ljudi u zrakoplovu i 5 na tlu.
- 8. listopada - McDonnell Douglas MD-87 švedske kompanije SAS zabio se u hangar na milanskom aerodromu Linate nakon sudara s malim avionom. Poginulo 118 ljudi u avionu, 8 na malom i na tlu.
- 11. rujna - vidi napadi 11. rujna 2001.
- 3. srpnja - ruski Tupoljev TU-154 kompanije Vladivostok Avia srušio se zbog prilaska aerodroma u Irkutsku. Poginulo svih 145 putnika i članova posade.

## 2000.
- 31. listopada - Angola: pobunjenici UNITA-e srušili Antonov AN-26. Poginulo svih 48 ljudi u avionu.
- 31. listopada - U nesreći aviona 	Boeing 747 kompanije Singapore Airlines na pisti aerodroma Chiang Kai Shek u Taipeiu (Tajvan) 83 mrtvih.
- 25. listopada - Ruski vojni Iljušin Il-18 srušio se na prostoru Gruzije zbog loših meteoroloških uvjeta ubivši svih 82 ljudi u avionu.
- 23. kolovoza - u padu aviona Airbus A320 kompanije Gulf Air zbog slijetanja na aerodrom u Manami, u Bahreinu 143 mrtvih.
- 25. srpnja - Air Franceov Aerospatiale Concorde srušio se ubrzo nakon polijetanja s aerodroma u Parizu zbog požara ubivši svih 109 putnika i članova posade i četvero ljudi na tlu.
- 17. srpnja - Indija: Boeing 737 kompanije Alliance Airlines srušio se zbog slijetanja u grad Patnu. Poginuo 51 putnik i 5 osoba na tlu.
- 22. lipnja - kineski Xian Yunshuji Y7-100C srušio se nakon udarca groma kraj Wuhana ubivši 44 ljudi u avionu i 7 na tlu.
- 19. travnja - Boeing 737 kompanije Air Philippines srušio se prije slijetanja u filipinski grad Davao zbog loših meteoroloških uvjeta. 131 mrtvih.
- 31. siječnja - McDonnell Douglas MD-83 američke kompanije Alaska Airlines srušio se zbog tehničkih problema kraj obale Kalifornije. Poginulo svih 88 putnika i članova posade.
- 30. siječnja - kenijski Airbus A310 srušio se kraj obale Obale Bjelokosti. Poginulo 169 od 179 ljudi od avionu.

## 1998.
16. veljače - Airbus A-300 tajvanske kompanije China Airways srušio se spuštajući se na aerodrom u Taipeiu zbog guste magle. Poginulo 196 ljudi.
2. veljače - u padu aviona Douglas DC-9 filipinske kompanije Cebu Pacific Airlines poginulo svih 104 putnika i članova posade. Nesreća se dogodila zbog tehničke greške pri slijetanju.

## Vanjske poveznice
BBC news: Air Disasters timeline